# Бовбасівка (заповідне урочище)
Бовба́сівка — заповідне урочище в Україні. Розташоване в межах Хорольської міської громади Лубенського району Полтавської області, на північ від села Бовбасівка.
Площа 40 га. Статус присвоєно згідно з рішенням облради від 20.12.1993 року. Перебуває у віданні ДП «Лубенський лісгосп» (Хорольське л-во, кв. 58).
Статус присвоєно для збереження природного комплексу на лівобережній заплаві річки Хорол. Наявні луки і заболочені ділянки, на підвищеннях зростають сосна, верба.